# Kayee Lee
Kayee Lee is een bestuurslaag in het regentschap Aceh Besar van de provincie Atjeh, Indonesië. Kayee Lee telt 1318 inwoners (volkstelling 2010).